# Dida Drăgan
Dida Drăgan, teljes nevén: Didina Alexandra Drăgan (1946. szeptember 14.) román énekesnő. Az 1970-es években több dalfesztiválon is részt vett, három német nyelvű kislemeze is megjelent az Amiga kiadásában.

## Diszkográfia

### Nagylemezek
- 1984 – Dida Drăgan
- 1987 – Deschideți poarta soarelui
- 1997 – O lacrimă de stea
- 2001 – Pentru buni și pentru răi
- 2002 – Mi-e dor de ochii tăi

### Kislemezek
- 1971 - Dida Drăgan – Visata mea iubire ; N-am știut / Greu se mai fac oamenii oameni (Electrecord)
- 1974 - Dida Drăgan – Meine Sonne / Wann Wirst Du Verstehen (Amiga)
- 1974 - Dida Drăgan – Meine Erinnerung / Das Macht Die Liebe (Amiga)
- 1975 - Romanticii (cu Dida Drăgan) - Dacă pleci acum / Clipele / Nu te mint / întrebare (Electrecord)
- 1978 - Dida Drăgan - Sunt tot eu / Ochii ploii (Electrecord)
- 1979 - Dida Drăgan - Glas de păduri / Trepte de lumină (Electrecord)

## Fordítás
- Ez a szócikk részben vagy egészben  a   Dida Drăgan című német Wikipédia-szócikk fordításán alapul.  Az eredeti cikk szerkesztőit annak laptörténete sorolja fel. Ez a jelzés csupán a megfogalmazás eredetét és a szerzői jogokat jelzi, nem szolgál a cikkben szereplő információk forrásmegjelöléseként.
- Ez a szócikk részben vagy egészben  a   Dida Drăgan című román Wikipédia-szócikk fordításán alapul.  Az eredeti cikk szerkesztőit annak laptörténete sorolja fel. Ez a jelzés csupán a megfogalmazás eredetét és a szerzői jogokat jelzi, nem szolgál a cikkben szereplő információk forrásmegjelöléseként.